# Абазини
Абази́ни (абаз. abaza, абаза) — корінний народ на теренах Північного Кавказу (Карачаєво-Черкесія, Адигея, Ставропольський край в Російській Федереції). Належить до балкано-кавказького типу великої європеоїдної раси. До XIV-XV століть заселяли чорноморський район Малої Абхазії, згодом переселилися до Абазинії (сучасний Абазинський район Карачаєво-Черкесії). З кінця XVIII століття сповідують суннітський іслам; до цього були частково язичниками, частково християнами. Матеріальна побутова культура близька до культури кавказьких народів, особливо черкесів. Разом із іншими кавказцями брали участь у Великій Кавказькій війні (1817—1864) проти Російської імперії. Після російського завоювання Кавказу, що супроводжувалося депортаціями автохтонного населення, розпорошилися по світу; мають діаспори в Туреччині, Сирії, Йорданії та Лівані. Є носіями власної абазинської мови, близької до абхазької; з середини ХХ століття, внаслідок русифікації та тюркізації більшість абазинів використовує російську або турецьку мови.

## Назва

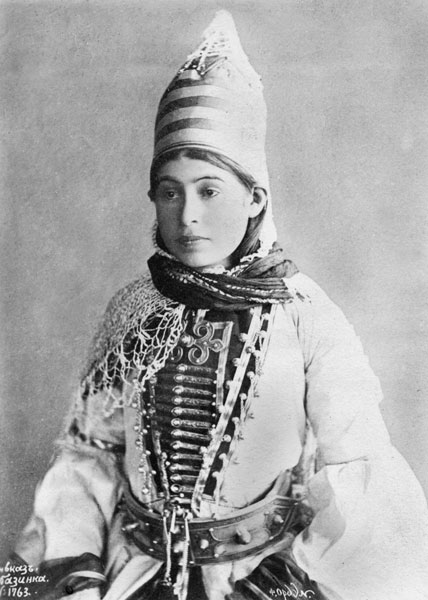
Молода абазинка (1897)

Самоназва абазинів — «абаза». У середньовіччі цей етнонім використовувався не лише для позначення власне абазинів, але й усіх абхазо-абазинських племен.
В українській мові абазинів називають по-різному:
- аба́зи — подібно до адиги, абхази[5];
- абази́ни — подібно до русини, литвини, москвини, вірмени, грузини тощо;
- абази́нці — подібно до чеченці, кабардинці, карачаєвці тощо.

Абазинів поділяють на дві етнографічні групи — тапанти́нці (абаз. тӀапІанта, тапанта, «жителі рівнини») і ашха́рці (абаз. ащ'х'арауа, шкарауа, «горяни»). Кожна група має власний діалект абазинської мови. Деякі дослідники відокремлюють ще третю групу — південних абазинів. Ашхарців також називають шка́рівцями.
В межах обох етнографічних груп абазинів існували дрібніші, які в XVII столітті називалися племенами, родами, а з ХІХ століття стали локальними групами:
| Тапантинці - лоовці (абаз. лэу) - бібердівці (абаз. бибард) - дударуківці (абаз. дударыкъва) - кльчівці (абаз. кълыч) - кячівці (абаз. кІачь) - джантемирівці (абаз. джэнтымыр) | Ашхарці - башилбаївці (абаз. бысылбай, мысылбай) - кизилбеківці (абаз. къызылбэк) - шахгіреївці (абаз. чэгъарэй) - тамівці (абаз. там) - баракаївці (абаз. баракъай) - багівці (абаз. багъ) |

## Чисельність

### Північний Кавказ

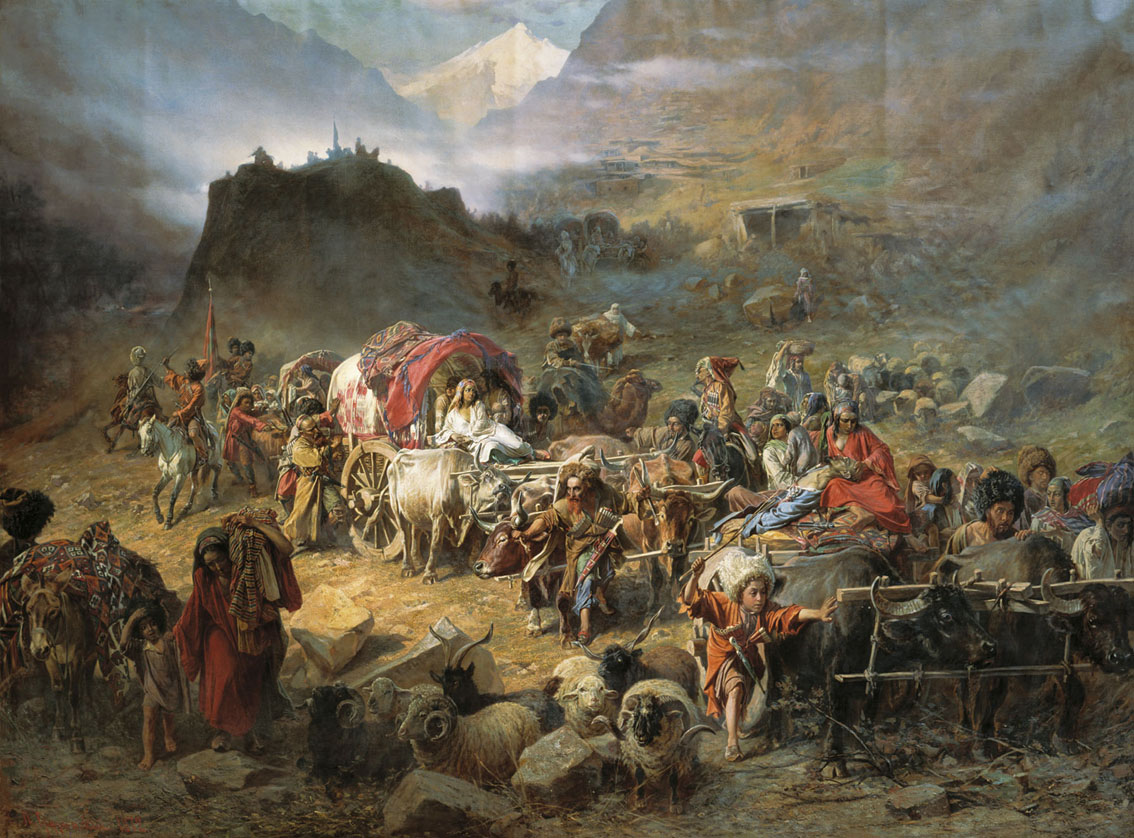
Залишення аулу горцями перед наїздом московських військ (Петро Грузинський, 1872)

До 1860-х років кількість абазинів на історичній батьківщині в Північному Кавказі становила близько 60 тисяч осіб. Кавказька війна з Росією сильно скоротила їхню чисельність. Протягом 1859—1884 років близько 30-45 тисяч абазинів, переважно горян, виїхали до Османської імперії (Туреччини, Єгипту, Лівії, Сирії, Палестини). Частина народу загинула внаслідок тотального нищення аулів росіянами, насильницького переселення і розпорошення абазинів по селах і станицях Передкавказзя. Якщо до війни в Кубанській області, куди входила Абазинія, проживало 500 тисяч осіб різних національностей, то на початок 1880-х років лишилося всього 90 тисяч; серед них частка абазинів становила 9921 чоловік. Питома вага корінних народів знизилася через російську колонізацію Північного Кавказу (до 1897 року із російських губерній сюди переселилися 946 тисяч осіб). Тому на час першого російського перепису (1897) в Баталпашинському відділі Кубанської області, на історичних землях абазинів, більшість становили росіяни — 69,3%. Таким чином, внаслідок імперіалістично-колонізаторської політики Росії абазини втратили свою компактну етнічну територію; залишилася лише частина абазин, переважно тапантинців, які опинилися в меншості серед  російських, карачаївських і адигських спільнот.
| Російська імперія | Російська імперія | СРСР   | СРСР   | СРСР   | СРСР   | СРСР   | Росія  | Росія  |
| 1860-ті           | 1883              | 1939   | 1959   | 1970   | 1979   | 1989   | 2002   | 2010   |
| ----------------- | ----------------- | ------ | ------ | ------ | ------ | ------ | ------ | ------ |
| бл. 60.000        | 9.921             | 15.294 | 19.591 | 25.448 | 29.497 | 33.613 | 37.942 | 43.341 |

В СРСР кількість абазинів поступово зростала. Зокрема, 1939 року, на початку Другої світової війни, їх чисельність становила близько 15,3 тисяч осіб, а напередодні розпаду радянської держави в 1989 році — 33,6 тисяч осіб. Більшість радянських абазинів проживали у Карачаєво-Черекеській автономній області. Вони постійно становили етнічну меншість (6-7% населення), поступаючись росіянам (45%), карачаєвцям (30%) і адигам (10%).
Так само спостерігався ріст абазинського населення після розвалу СРСР. Згідно з переписами населення Російської Федерації 2002 і 2010 років чисельність російських абазинів становила 37,9 тисяч і 43,3 тисяч осіб відповідно. З них більшість мешкала в Карачаєво-Черкесії (36 919 осіб (2010), 7,8% населення республіки). Найбільш абазинськими були Абазинський район (14 808; 87,1%) і Адиге-Хабльський район (4 827; 30%). В Росії абазинською мовою володіло 37831 осіб (87% від усього етнічного населення), але протягом 2-ї половини ХХ століття більшість абазинів москвинізувалися.

### Інші країни
- Єгипет: 12.000[13]
- Туреччина: 12.000 (2014)[1][13]; У 1970-1980-х роках в Туреччині мешкало 10 тисяч абазинів, нащадки переселенців[4][10].
- Україна: 128 (перепис 2001)[14]

українські абазини вказали рідною мовою російську (86 осіб; 67,2%), абазинську (24 особи; 18,8%) і українську (4 чоловіка; 3,1%); третина усіх абазинів вільно володіла українською (45 осіб; 35,2%).

## Історія

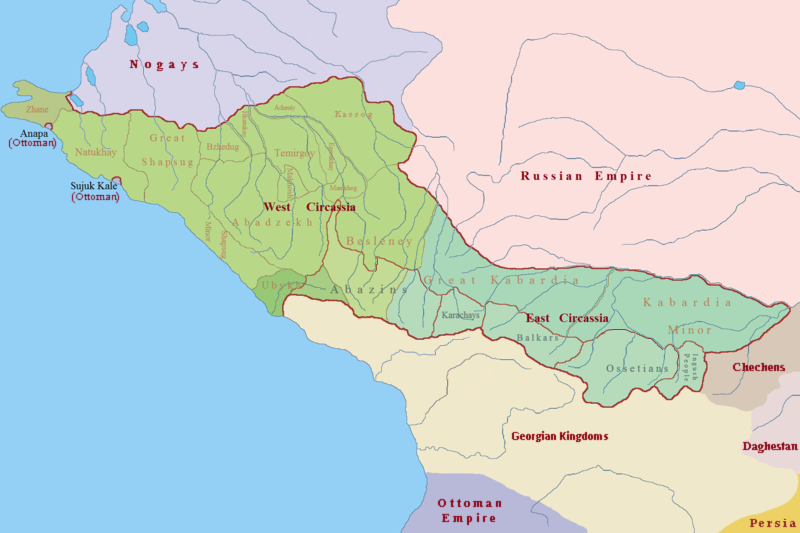
Абазини на карті Черкесії (1750).

### Стародавність
Предки абазинів були північними сусідами абхазів і вже в I тис. н. е. частково з ними асимілювалися.

### Міграція
До кінця XIII століття абазинські племена мешкали на східному узбережжі Чорного моря, у так званій Малій Абхазії, між річками Бзиб і Туапсе. Згодом вони почали переселятися до Північного Кавказу. Масова міграція абазинів-тапатинців мала місце у XIV столітті, а абазинів-ашхарців — XVI—початку XVII століття. З XVIII століття джерела локалізують обидві групи абазинів на землях Північного Кавказу. Вони осіли по сусідству з адигськими племенами. Надалі значна частина абазинів була асимільована адигами, інша випробувала їх сильний культурний вплив.
У XVIII столітті землі абазинів стали ареною боротьби між Московською та Османською імперіями. 1739 року, за Белградським миром, річка Кубань оголошувалася кордоном між обома імперіями, а кавказькі народи, включно з абазинами, визнавалися підданими Стамбула. 1787 року Московія почала нову війну з турками; Кавказ також став зоною бойових дій — московські війська під командуванням генерала-серба Текеллія спустошили Абазинію, а також усі землі між Кубанню і Лабою.

### Кавказька війна
1829 року, згідно з Адріанопольським трактатом, Московія отримала закубанський край і узбережжя Чорного моря, й встановила на землях абазинів своє панування. Внаслідок нехтування московитами місцевих свобод та звичаїв, Абазинія виступила проти царського підданства й приєдналися до інших кавказців у Великій антиколоніальній війні. На межі 1840—1841 років, для придушення повстання убихів Хаджі Берзека, московські каральні війська під началом Миколая Муравйова-Амурського випалили Абазинію. Внаслідок цього абазини приєдналися до повсталих й спротив колонізаторам зріс. Лише 1860 року війська московського генерала Корганова розбили убихсько-абазинське військо на річці Псху й придушили повстання. 1861 року за убихської ініціативи було створено кавказький меджліс (парламент), який закликав Османську імперію, Англію та Францію допомогти у війні проти Московії. З цією метою, 1862 року делегація абазинів на чолі з полковником-галичанином Теофілом Лапинським відвідувала Лондон, але підтримки не отримала. Остаточно опір кавказьких народів було зламано 1864 року, після чого московський уряд вдався до депортації місцевих народів й воєнної колонізації.
У 1860-их роках абазинів переселили на рівнину. До переселення головною галуззю господарства було випасне скотарство (головним чином мала та велика рогата худоба, коні; коняр — престижне заняття), з другої половини XIX ст. стало переважати землеробство (просо, ячмінь, кукурудза; садівництво, овочівництво).
До середини XIX ст. традиційні заняття, побут і народна творчість абазинів мало відрізнялися від адигських, разом з тим деякі риси традиційної культури абазинів зближують їх з абхазами (розвинене садівництво і бджільництво, особливості фольклору і орнаментики).
Продовжується асиміляція абазинів, зокрема за рахунок частих змішаних шлюбів з черкесами; в той же час посилюється рух за культурне відродження і національну автономію. За переписом 1970 року в СРСР мешкало 25,4 тис. абазинів.

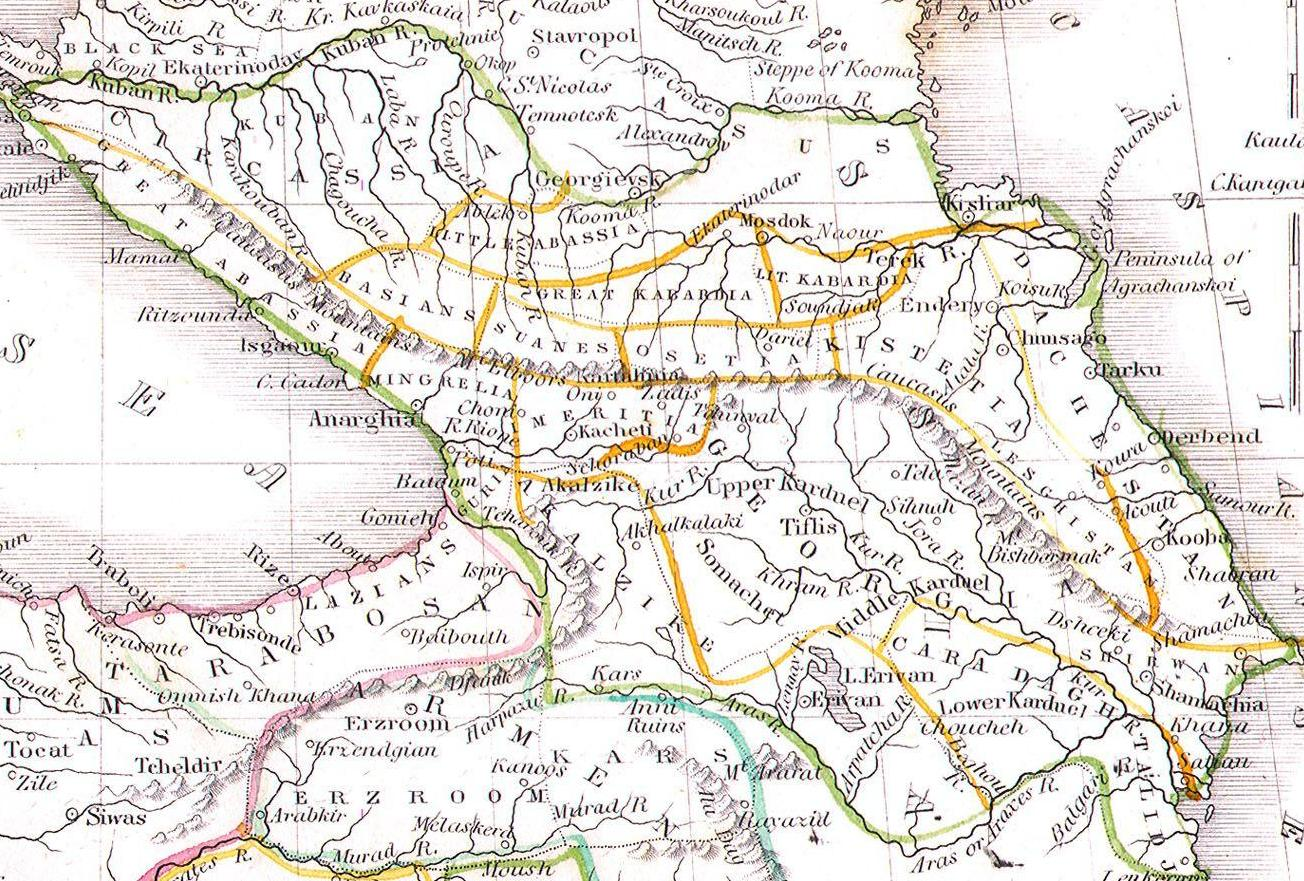
Абазинія (Little Abassia), 1835
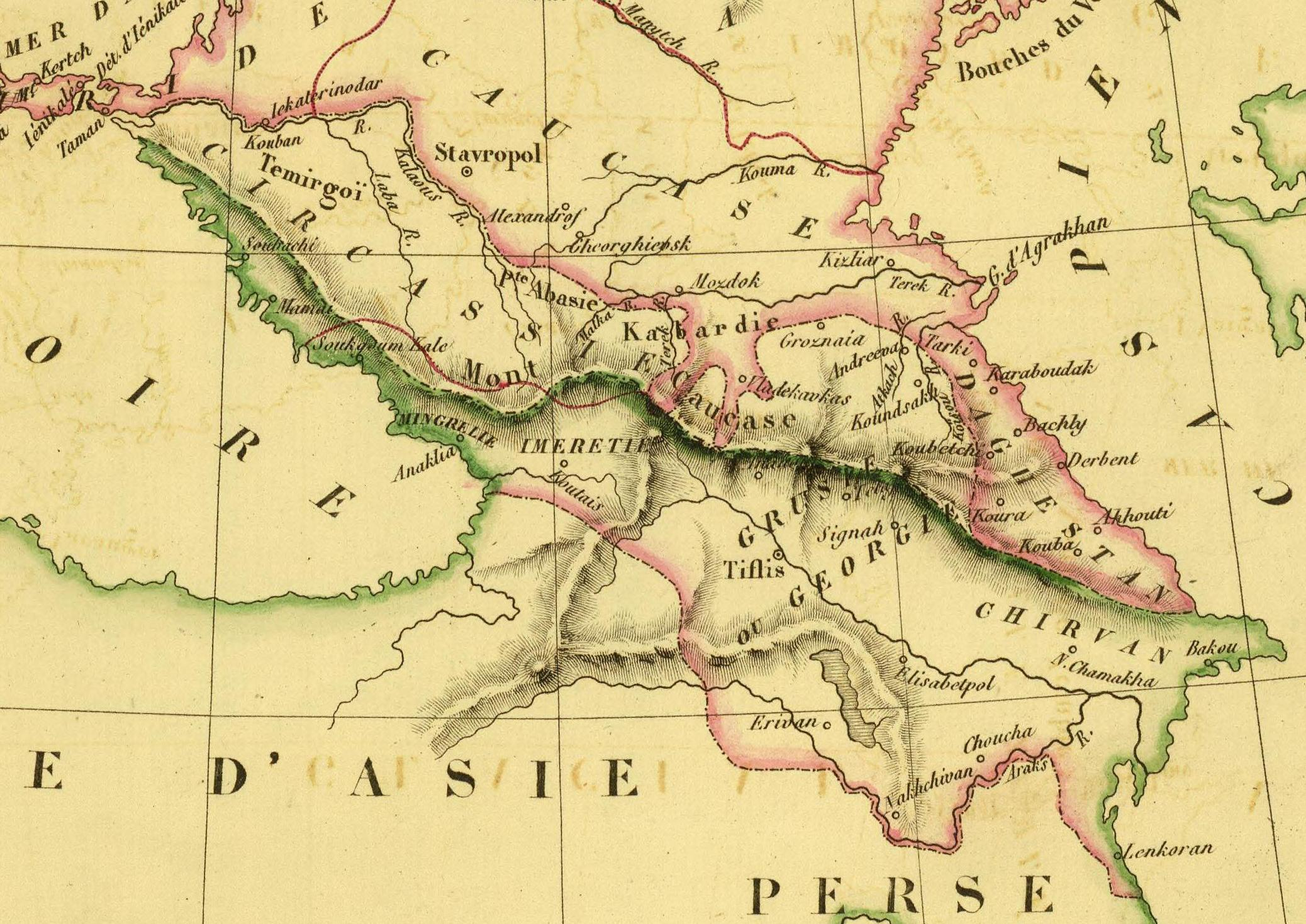
Абазинія (Abasie), 1837
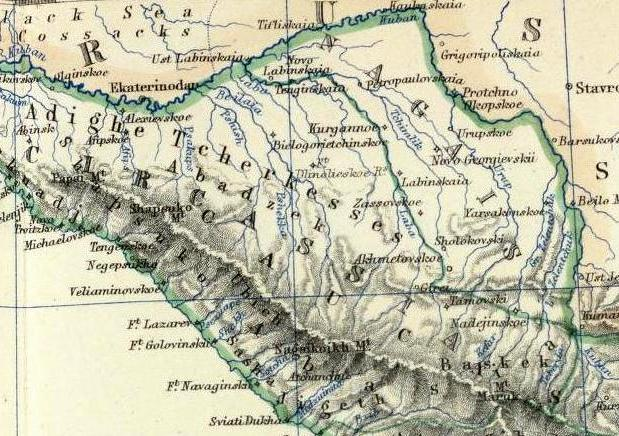
Абазини (Abadzek), 1861
Прапор Абазинського району (2010)

## Економіка
У ХІХ — 1-й половині ХХ століття основновою економіки абазинів були обробка шерсті (виготовлення сукна, повсті — гладких і візерункових, бурок, повстяних капелюхів, ноговиць, поясів, попон і т. д.), обробка шкір, деревообробка, ковальство, землеробство, скотарство.

## Традиції
Особливості традиційно-побутової культури понад усе зберігаються в їжі, сімейній і іншій обрядовості, етикеті, народній творчості. Традиційна соціальна організація — сільські громади, великі і малі сім'ї, патроніми.
Традиційні аули ділилися на патронімічні квартали, на рівнині — скупчені, в горах розкидані. Стародавнє житло — кругле, плетене, поширені були також прямокутні одно- і багатокамерні будинки з плітня; в кінці XIX ст. став застосовуватися саман. З другої половини XIX ст. з'явилися цегляні і дерев'яні рубані будинки під залізним або черепичним дахом. Традиційна садиба включала один або декілька житлових будинків, зокрема приміщення для гостей — кунацьку, і, на віддалі від них, комплекс господарських споруд.
Традиційний одяг загальнокавказького типу. Основу традиційної кухні складають рослинні, молочні і м'ясні продукти. Улюблена страва — білий соус з курятиною, заправлений часником і прянощами. П'ють слабкоалкогольний напій — буза.
Характерні звичаї і обряди, пов'язані з річним циклом. Зберігається фольклор: нартський епос, різні жанри казок, пісень.

## Релігія
Більшість абазинів — мусульмани-суніти. Іслам поширився в їхніх землях з початку XVII століття, через кримських татар і ногайців. До того абазини були язичниками або християнами. Доісламські регілійні вірування та практики зберігалися серед гірських абазинів найдовше, до середини ХІХ століття.
Під час Кавказької війни в Абазинії ширилися ідеї мюридизму, але особливої підтримки не отримали.